# Nebřeziny
Nebřeziny (dříve Nebřežiny) jsou vesnice a část města Plasy ve východní části okresu Plzeň-sever v Plzeňském kraji. Nachází se dva kilometry jihovýchodně od Plas na obou březích řeky Střely. Její katastrální území je 536,4 ha. Ves je součástí Mikroregionu Dolní Střela.
Vsí protéká řeka Střela, do které se vlévá Nebřezinský a Kaznějovský potok.

## Historie
U západní hranice katastrálního území se nad soutokem Rybnického potoka a jeho levostranného bezejmenného přítoku nachází skalnatá ostrožna oddělená od okolního terénu sedlem. Drobný archeologický výzkum z roku 1982 na ní odkryl zlomky keramiky, které dokládají, že zde v pravěku existovalo eneolitické výšinné sídliště.
Ves leží na staré zemské stezce. Poprvé je písemně připomínána roku 1146, kdy ji kníže Vladislav II. daroval spolu s Kaznějovem a dalším vznikajícímu cisterciáckému klášteru v Plasích. Klášter ve třináctém století nad vsí založil poplužní dvůr. K roku 1556 byly Nebřeziny jednou z pěti vsí, které byly v majetku kláštera.
Na začátku roku 1924 byla ves přejmenována na Nebřeziny.

## Obyvatelstvo
| Rok            | 1869 | 1880 | 1890 | 1900 | 1910 | 1921 | 1930 | 1950 | 1961 | 1970 | 1980 | 1991 | 2001 | 2011 | 2021 |
| -------------- | ---- | ---- | ---- | ---- | ---- | ---- | ---- | ---- | ---- | ---- | ---- | ---- | ---- | ---- | ---- |
| Počet obyvatel | 433  | 466  | 410  | 387  | 478  | 419  | 451  | 366  | 310  | 260  | 186  | 137  | 132  | 145  | 179  |
| Počet domů     | 41   | 42   | 53   | 48   | 57   | 62   | 88   | 109  | 109  | 88   | 73   | 94   | 95   | 94   | 100  |

## Obecní správa
Při sčítání lidu v letech 1869–1950 Nebřeziny byly samostatnou obcí, se kterým patřily nejprve do okresu Kralovice, ale v roce 1950 v okrese Plasy. Od roku 1960 jsou částí města Plasy v okrese Plzeň-sever.

## Pamětihodnosti

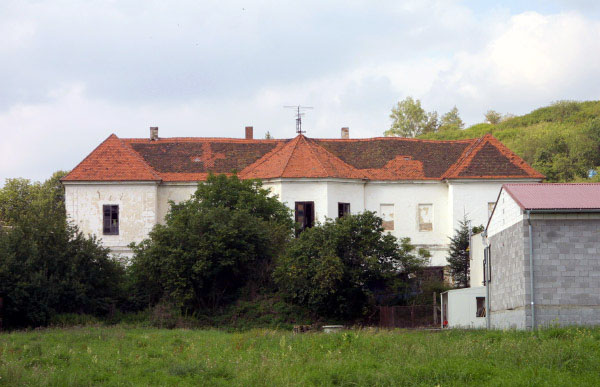
Kondelův dům

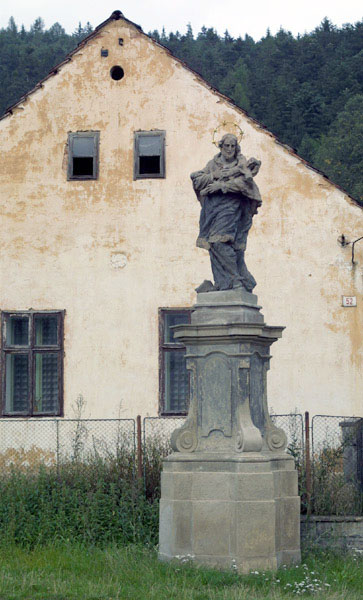
Socha sv. Jana Nepomuckého

- barokní dům postavený v roce 1723 M. O. Kondelem podle Santiniho plánů, později residence posledního plaského opata Celestina Wernera.
- sloup se sochou Panny Marie s Ježíškem se znakem opata plaského kláštera z roku 1738
- socha svatého Jana Nepomuckého ze druhé čtvrtiny osmnáctého století před čp. 52
- zděná kaple z poloviny devatenáctého století
- tvrziště

## Okolí
Nebřeziny sousedí na severovýchodě s Babinou, na jihu s Oborou a na severozápadě s městem Plasy.

## Rodáci
- Vladimír Benedikt Holota (*1922), římskokatolický duchovní, spisovatel, politický vězeň komunistického režimu
- Václav Levý (1820– 1870), sochař
- Pavel Mutinský (*1957), akademický malíř, grafik, grafický designér
- Antonín Müller (1852–1927), stavitel a podnikatel